# Protidricerus elwesii
Protidricerus elwesii is een insect uit de familie van de vlinderhaften (Ascalaphidae), die tot de orde netvleugeligen (Neuroptera) behoort. 
Protidricerus elwesii is voor het eerst wetenschappelijk beschreven door McLachlan in 1891.